# Ортуккьо
Ортуккьо (італ. Ortucchio) — муніципалітет в Італії, у регіоні Абруццо,  провінція Л'Аквіла.
Ортуккьо розташоване на відстані близько 100 км на схід від Рима, 55 км на південний схід від Л'Акуїли.
Населення — 1887 осіб (2014).
Щорічний фестиваль відбувається 28 вересня. Покровитель — San Orante.

## Демографія
Населення за роками:

Станом на 1 січня 2023 року в муніципалітеті офіційно проживало 177 іноземців з 11 країн, серед них 18 громадян країн Євросоюзу.

## Сусідні муніципалітети
- Коллелонго
- Джоя-дей-Марсі
- Лечче-ней-Марсі
- Пешина
- Тразакко